# Бан Муанг
Бан Муанг (тай. บานเมือง; д/н–1279) — 2-й володар держави Сукхотай у 1270—1279 роках. Ім'я перекладається як «Той, хто радує народ».

## Життжпис
Походив з династії Пхра Руанг. Другий син Шрі Індрадітьї, правителя Сукхотаї, та Суанг. Про дату народження та молоді роки відомостей обмаль. Посів трон після смерті батька 1270 року. Про нього є лише окремі написи, що відносяться до наступних панувань.
Вважається, що Бан Муанг продовжив політику розширення володінь. Але нічого невідомо про якісь значні територіальні надбання. Помер близько 1279 року. Йому спадкував молодший брат Рамакхамхаенг.